# رفرفة مضادة للعزم
الرفرفة المضادة للعزم تُستخدم من قبل كل من الطيور والحشرات، وينتج عنها رفرفة غير متناسقة للانعطاف. ويرفرف الجناح الخارجي بشكل أسرع عندما يضرب الطائر لأسفل بجناحه الذي ينعطف به، وفي الوقت نفسه يرفرف الجناح الداخلي بشكل أسرع عندما يضرب الطائر بجناحه لأعلى؛ الأمر الذي يخلق حركة الانعطاف/الدوران.
في 10 أبريل 2009، أصدر تايسون إل هيدريك وبو تشنغ وزنيان دنغ نتائج أبحاثهم عن ديناميات الانعطاف والقدرة على المناورة أثناء الطيران والتي تتصل بالحيوانات الطائرة الواردة في التقرير، والوقت الذي تستغرقه ضربات الأجنحة وحجم التخميد الدوراني السلبي في الطيران بالرفرفة.

«إنه في الأساس نظام تخميد أُسي. وتزيد قوة الكبح بما يتناسب مع السرعة»، وذلك كما قال تاي هيدريك خبير الديناميكا الهوائية الحيوانية في جامعة كارولينا الشمالية.
وسجل الباحثون رحلة الطيور الطنانة والسفنجيدا (فراشات صقرية) باستخدام كاميرات الفيديو بقدرة 1000 إطار في الثانية. وقد توسع نطاق البحث ليشمل أربعة أنواع أخرى من الحشرات الطائرة، وهما نوعان من الطيور والخفافيش تستخدم جميعها على وجه التحديد نفس كمية ضربات الأجنحة لإتمام الانعطاف/الدوران أثناء الطيران، ثم عادت الحيوانات الطائرة ببساطة إلى رفرفة الأجنحة العادية لاستئناف طيرانها في مسار مستقيم.

الحركة الأساسية لجناح الحشرات مع آلية طيران غير مباشرة. مخطط قطع ظهري بطني من خلال جزء الصدر مع الأجنحة.
أ. الأجنحة
ب. المفاصل
ج. العضلات الظهرانية البطنانية;lt;br/>
د. العضلة الطولانية

أدت سرعة ضرب الأجنحة إلى زيادة قدرة الحيوان على المناورة والثبات أثناء الرحلة.
قال بريت توبالسكي، عالم الميكانيا الحيوية في جامعة مونتانا في ميسولا، «الآن تطورت هذه التكنولوجيا إلى درجة أصبحت فيها القياسات المفصلة لمناورات الرفرفة مجدية، وينشأ عالم جديد من البحث المقارن» وأضاف «إن النتائج ستقود جميع الأبحاث المستقبلية في الطيران المناور في الحيوانات وروبوتات البيوميمتيك الطائرة،» مثل الحشرات الميكانيكية الدقيقة الطائرة وحشرات اليعسوب الميكانيكية (flytech dragonflies) والآلات الحشرية المجنحة (entomopters) وآلات الأورنيثوبتر (ornithopters).
وشملت الدراسة باحثين من قسم علم الأحياء في جامعة كارولينا الشمالية وقسم الهندسة الميكانيكية، جامعة ديلاوير، نيوارك.

## وصلات خارجية
- Bio-robotics Lab, University of Delaware Aerodynamics of Flexible Wings
- Wingbeat Time and the Scaling of Passive Rotational Damping in Flapping Flight 
  - Subscription needed to view:*Science 10 April 2009: Vol. 324. no. 5924, pp. 252 – 255 دُوِي:10.1126/science.1168431